# Providence (Guiana)
Providence é uma localidade na região de Demerara–Mahaica, na Guiana. Está localizada a leste do Rio Demerara a aproximadamente 6 quilômetros da capital Georgetown.

## Edificações
Em Providence, está localizado o estádio National Training Centre, que foi utilizado para a Copa do Mundo de Críquete de 2007 e é usado para as partidas da Seleção Guianense de Futebol.